# Gasterocome orta
Gasterocome orta är en fjärilsart som beskrevs av Max Joseph Bastelberger 1911. Gasterocome orta ingår i släktet Gasterocome och familjen mätare. Inga underarter finns listade i Catalogue of Life.